# 8 Pieces on Paul Klee
8 Pieces on Paul Klee ist das Debütalbum des Ensemble Sortisatio. Es wurde im Februar und März 2002 in Leipzig und im August 2002 in Luzern, Schweiz aufgenommen und 2003 von Creative Works Records veröffentlicht.

## Vorgeschichte
Alle Kompositionen auf der CD 8 Pieces on Paul Klee sind, mit Ausnahme von Christian Henkings Sillis, Auftragswerke des Mitteldeutschen Rundfunks anlässlich dessen 75-jährigen Bestehens.
Die Groupe Lacroix ist Tonschöpfer. Sie besteht aus bekannten Schweizer und österreichischen Komponisten der zeitgenössischen Musikszene. Deren Mitglieder besuchten gemeinsam Meisterkurse beim renommierten russischen Komponisten Edisson Denissow im Rahmen des Lucerne Festivals. Geburt der Gruppe vollzog sich im Centre musical de la Fondation Hindemith Chalet de Lacroix, der letzten Residenz Paul Hindemiths in Blonay.
Neben dem Vorsitzenden der Sektion Schweiz der Internationalen Gesellschaft für Neue Musik, Jean-Luc Darbellay, zählen sich die international erfolgreichen Musiker John Wolf Brennan und Marianne Schroeder. Außerdem gehören der Komponistengruppe Christian Henking, Michael Schneider, Michael Radanovics und Alfons Karl Zwicker an.
Bis auf Henkings Sillis (DSE), wurden die Kompositionen 1999 beim MDR-Musiksommer im Museum der bildenden Künste in Leipzig und 2002 im Hindemith-Musikzentrum in Blonay uraufgeführt.

## Die Musik
Folgende Schöpfungen sind durch den Schweizer Maler Paul Klee und seine Bilder inspiriert worden:
- Besessenes Mädchen

Thuring Bräm beschäftigte sich mit Klees Porträtmalerei. Klee malte sowohl positive als auch negative Gesichter. Besonders widmete er sich femininen Gestalten. So sind Demonic Lady (1937) und Besessenes Mädchen (1924) seiner ehr depressiven Haltung. Bräm erwarb 2000 Kenntnis über das Bild bei der Fondation Beyeler in Basel. Das gesamte Quartett wurde 2001 bedacht.
- Shark Turtle Ray[3]

Bei einem Aufenthalt in Sydney, Australien (1998/99) überkam Schneider der Schaffensdrang. Durch die Meerestiere Hai, Schildkröte und Rochen fühlte er sich zu drei bildhaften Sätzen beflügelt. Es spielen Oboe, Viola und Gitarre.
- Wie der Klee vierblättrig wurde

Schroeder ließ sich 1999 von den Aquarellen Hat Kopf, Hand, Fuss und Herz (1930) und Mr. Z (1934) beeinflussen. Alle Sätze sind am Stück und die Instrumente agieren im gegenseitigen Austausch.
- N-gl

Brennan bezieht sich auf den Angelus Novus (1920) von Paul Klee. Dem Maler erschienen zahlreiche Engel, so auch Engel, noch tastend aus dem Jahr 1939. Der kurze Ausdruck N-gl (1999) ist ein Hinweis auf drei Instrumente, ohne Gitarre.
- Sillis

Sillis ist das einzige Werk, welches nicht explizit für das Ensemble komponiert wurde, es entstand bereits 1992. Trotzdem bezieht es sich auf Hauptweg und Nebenwege (1929). Es ist eines von Klees bekanntesten Bildern und entstand nach seiner Reise nach Ägypten. Henking schuf ein Gitarrenwerk, das sich auf Strukturen bezieht.
- Trauernd

Trauernd bezieht sich auf das gleichnamige Bild von 1934, indem Klee seine tiefe Betroffenheit über Erfahrungen nach seiner Entlassung aus nationalsozialistischer Haft, offenbart. Für das gesamte Klangbild entstand 2002 Zwickers Komposition.
- Entweihte Sphinx, Die Sphinx geht

Michael Radanovics interpretierte die Skizzen Entweihte Sphinx (1939) und Die Sphinx geht (1939). Klee wurde als künstlerischer Senior mysteriös. Genau diese Stimmung versuchte Radanovics 1999 festzuhalten.
- Sozusagen

Das Bild Sozusagen (1933) und damit die letzte Komposition von Darbellay verfolgt in 17 Miniaturen die Punkte und Striche Paul Klees nach dem gezwungenen Neuanfang in der Schweiz. Das Stück aus dem Jahr 1997 wirkt motivierend und zukunftsgewandt.

## Erfolge
Die auf der CD verkörperten Werke wurden auf mehreren Tourneen in zahlreichen Städten der Schweiz dargeboten, so konzertierte das Ensemble in Bern, Luzern, Lausanne und Winterthur. 2004 wurden die Werke beim niederländischen Concertzender ausgestrahlt. Im Jahr 2008 kam es zu Lesungen mit Alexander Klee, dem Enkel von Paul Klee. Darüber hinaus fühlten sich weitere Komponisten angeregt auf Klee zu komponieren. Das Ensemble Sortisatio wurde in die Volksrepublik China eingeladen und steht vor weiterer Zusammenarbeit mit internationalen Komponisten.

## Rezension
„Ein Vergnügen ohne Anführungszeichen.“

„Und mit einer Meisterschaft sondergleichen, exquisitem Feingefühl und perfektem Zusammenspiel interpretierten Matthias Sannemüller, Viola, Walter Klingner, Oboen, Axel Andrae, Fagott und Gitarrist Thomas Blumenthal diese aparte Klangbilderschau.“

„Gleich beim ersten der acht Stücke [...] wurde eine besondere Qualität [...] ohrenfällig, die aus der exklusiven Besetzung des Ensemble Sortisatio Leipzig resultiert.“

## Cover
Auf dem Cover sind Klee-Bilder von Schulkindern aus Weggis zu sehen.

## Titelliste
1. Besessenes Mädchen (ein musikalisches Skizzenblatt für Paul Klee) – 5:15
2. Shark Turtle Ray – 7:00
3. Wie der Klee vierblättrig wurde – 6:49
4. N-gl – 11:13
5. Sillis – 5:46
6. Trauernd – 6:51
7. Entweihte Sphinx, Die Sphinx geht – 7:25
8. Sozusagen – 9:25

Alle Kompositionen stammen von der Groupe Lacroix, außer Titel [1], den der Gastkomponist Thüring Bräm geschrieben hat.